# Д’Орвиль, Жак Филипп
Жак Филипп д’Орвиль (фр. Jacques Philippe d’Orville; 28 июля 1696, Амстердам — 4 сентября 1751, Грунендал, ныне в составе Хемстеде) — нидерландский историк и филолог-классик.

## Биография
Происходил из гугенотского рода, бежавшего из Франции в Ахен. Учился в Амстердаме у Давида ван Хогстратена и Тибериуса Хемстерхёйса, затем в Лейденском университете. В 1723—1729 гг. с научными целями путешествовал по Англии, Франции, Германии, Австрии, Италии, в том числе в 1726—1728 гг. участвовал в археологических раскопках на Сицилии. В 1730 г. благодаря содействию Питера Бурмана-старшего получил место профессора истории, риторики и древнегреческого языка в Амстердамском Атенеуме, предшественнике Амстердамского университета, однако в 1742 г. отказался от кафедры в пользу Питера Бурмана-младшего и вышел в отставку по состоянию здоровья, поселившись в имении Грунендал, которое приобрёл его отец в результате успешных торговых предприятий. Продолжал заниматься научной деятельностью до конца жизни.
Основным трудом д’Орвиля было издание серии «Различные наблюдения по поводу древних и более новых авторов» (лат. Miscellaneae Observationes in auctores veteres et recentiores), которое он предпринимал в 1732—1739 гг. совместно с Бурманом-младшим, а затем до 1745 г. единолично, широко пользуясь при этом собственными архивными материалами античных авторов. Кроме того, д’Орвиль подготовил издание «Повести о любви Херея и Каллирои» (1750, греческий оригинал и латинский перевод И. Я. Рейске). Посмертно был опубликован его труд по истории Сицилии (лат. Sicula, quibus Siciliae veteris rudera, additis antiquitatum tabulis, illustrantur; 1762).
Библиотека д’Орвиля, включая более 600 древнегреческих и латинских рукописей, была продана его внуком и с 1804 г. находится в Бодлианской библиотеке в Оксфорде.

## Семья
Брат д’Орвиля Пьер д’Орвиль (1697—1728) изучал право и сочинял латинские стихи, пользовавшиеся одобрением специалистов; сборник его стихотворений был издан посмертно (1740) Жаком Филиппом.